# Тенжицький Вадим Сергійович
Вадим Сергійович Тенжицький (нар. 17 листопада 1999) — український футболіст, нападник клубу «Енергія» (Нова Каховка).

## Життєпис
Вихованець КДЮСШ «Дніпро-80» (Черкаси). Футбольну кар'єру розпочав у 2016 році в клубі «Зоря-Черкаський Дніпро-2»/«Черкаський Дніпро-2», який виступав у чемпіонаті Черкаської області.
Під час зимової перерви сезону 2016/17 років був переведений до першої команди клубу «Черкащина-Академія». Дебютував у футболці команди з Білозір'я 15 липня 2017 року в переможному (3:2) домашньому поєдинку 1-о туру Першої ліги проти кременчуцького «Кременя». Вадим вийшов на поле на 81-й хвилині, замінивши Віталія Зорю. Дебютним голом на професіональному рівні відзначився 1 травня 2019 року на 86-й хвилині переможного (3:2) домашнього поєдинку Другої ліги проти «Миная». Тенжицький вийшов на поле на 77-й хвилині, замінивши Олександра Медведя. У команді відіграв два з половиною сезони, за цей час у чемпіонатах України зіграв 45 матчів (1 гол), ще 3 матчі провів у кубку України.
Під час зимової перерви сезону 2019/20 років перейшов в «Енергію».